# Begonia aenea
Begonia aenea é uma espécie de Begonia.